# Merostachys filgueirasii
Merostachys filgueirasii är en gräsart som beskrevs av Tatiana Sendulsky. Merostachys filgueirasii ingår i släktet Merostachys och familjen gräs. Inga underarter finns listade i Catalogue of Life.